# 籠職人

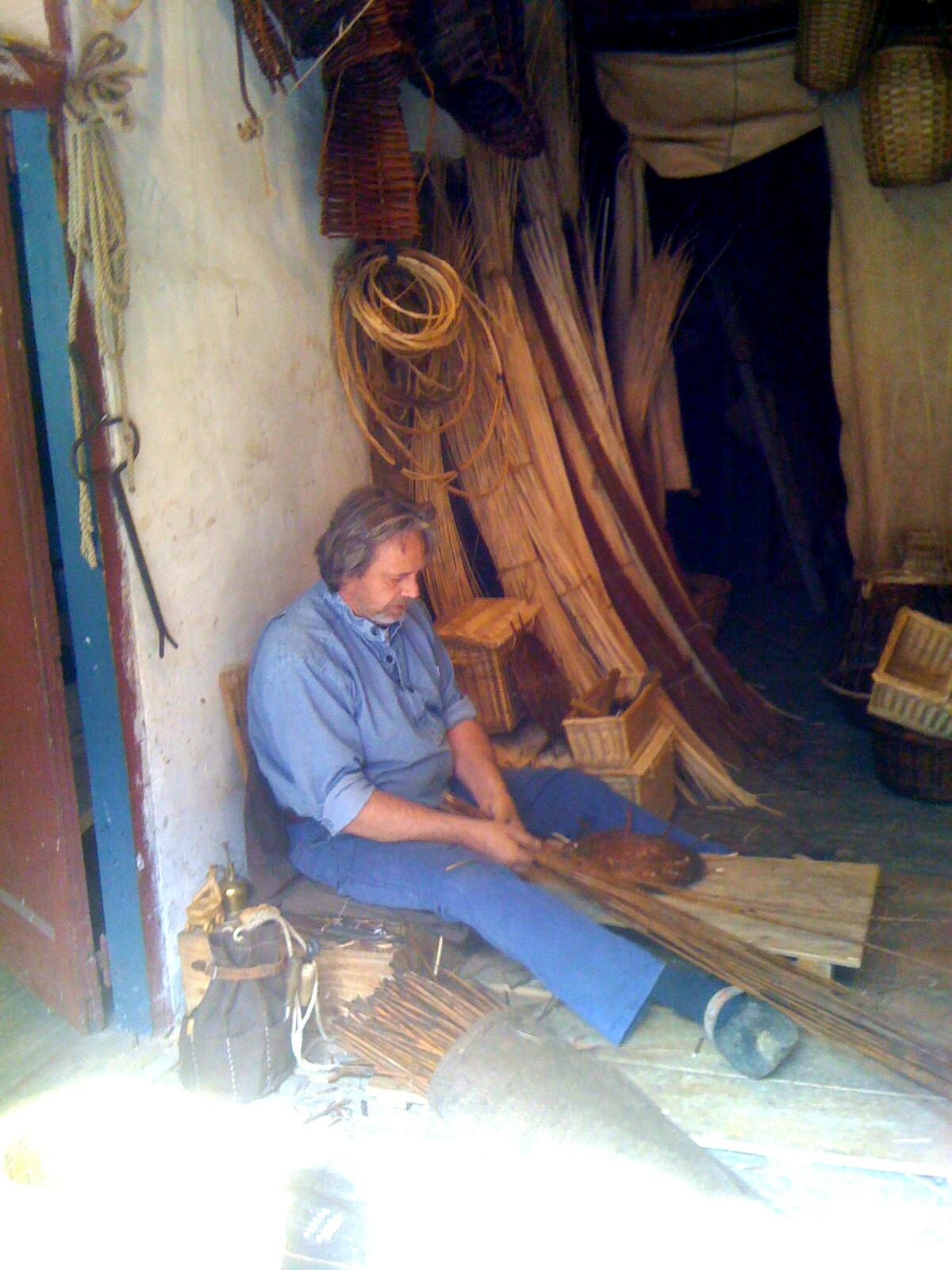
ゾイデル海美術館（オランダ）展示の籠職人

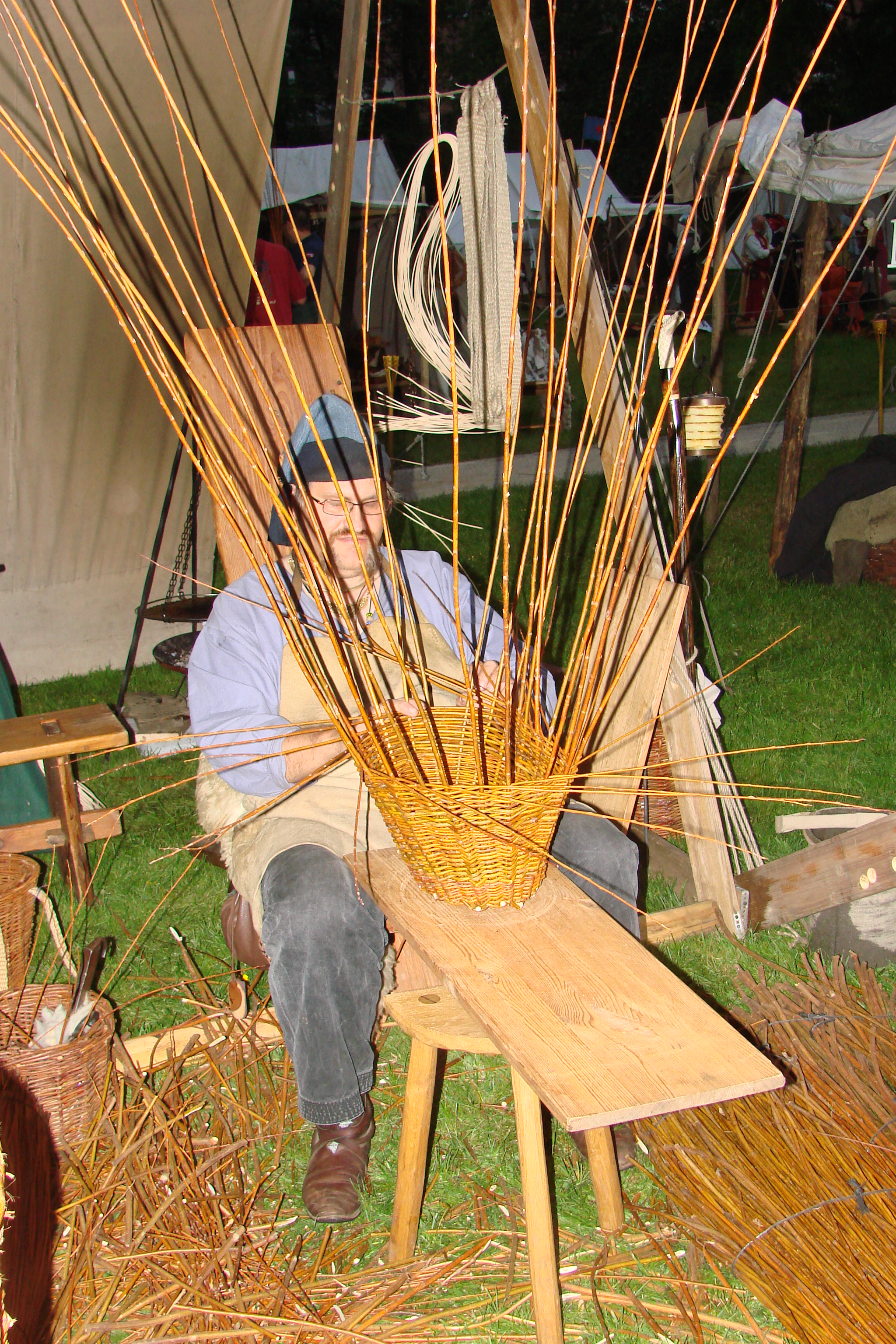
中世風の籠を作る籠職人

籠職人（かごしょくにん、ドイツ語: Korbmacher）とは、竹の小枝や若枝で編んだ籠を製造・修理する職人である。ドイツでは現在、熟練した籠職人は新たな籠編み工芸のギルドに所属している。

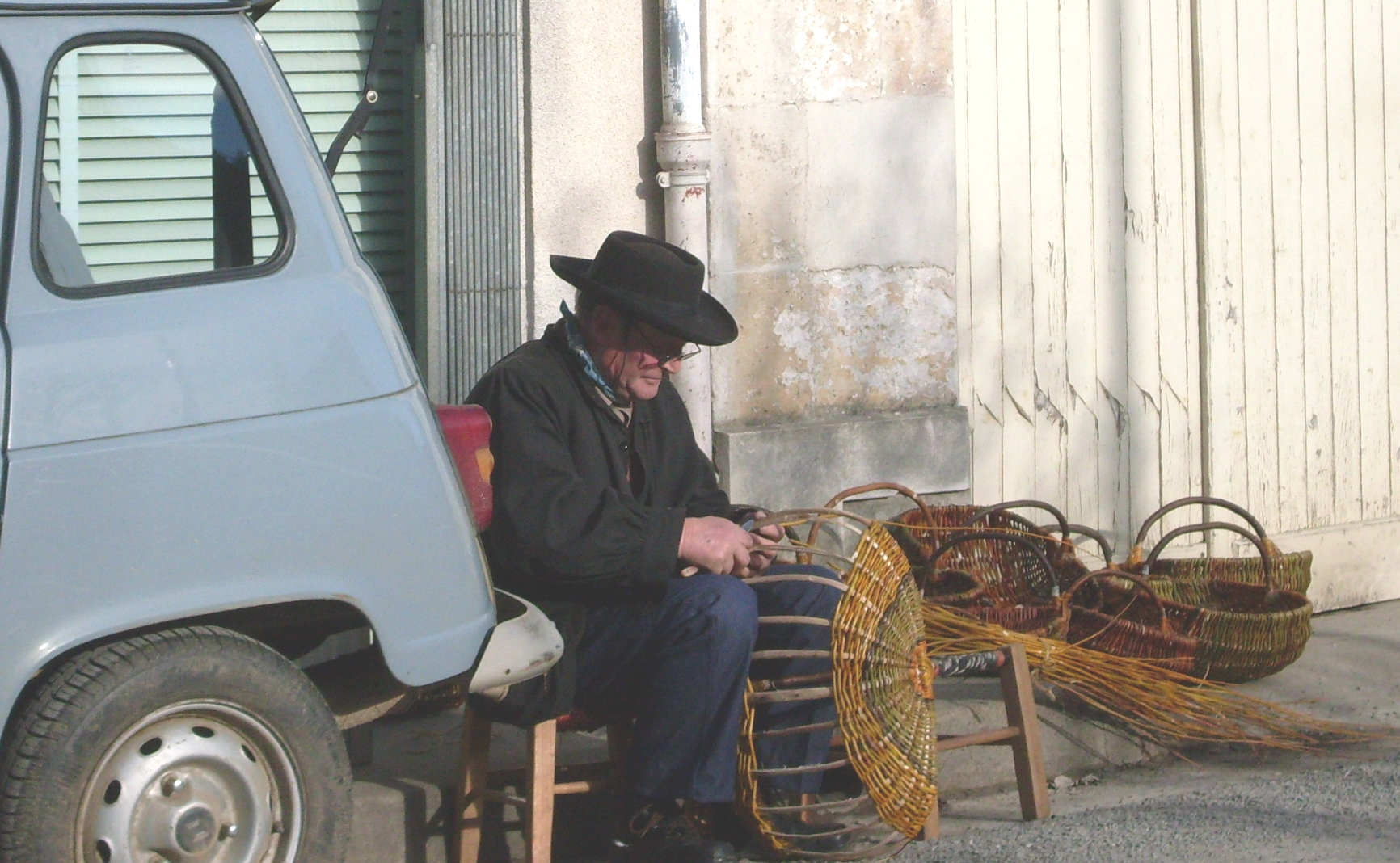
籠職人の老人（ドルドーニュ県〈フランス〉、2009年）

初期の籠職人は、籠の行商も行っていた。産業革命により銅線やプラスチック製のパイプで作った籠が農業や商業、日用品で必要になった。籠編みはドイツ北部の伝統工芸になった。しかし農村部の人々は籠を自分で作成する事ができなかったので、行商の籠職人や竹細工工芸職人から籠を購入していた。こうした慣習は、中央ヨーロッパではシンティ・ロマ人やイェニシェで頻繁に見られた。
農村部が徐々に消滅して、需要が尽きた時から、籠職人の新たな時代が幕開けた。自然には、無料で補給できる原材料が存在していた。巨大な牧草地の小川や河川には水に浸されたヤナギの切れ端の棒が豊富にあり、籠職人にとっては格好の原産地となったのである。
今日では、多くの籠職人が籠を生産し、自分の作品を知ってもらうために製品を市場で販売している。

## 参考
Bürstenbinderに見られるように、籠職人は盲人の初期の古典的な専門職であったが、タクティル・アルファベットの発明と共に、盲人の職としての籠職人は廃れていった。